# Léda et le Cygne (Delacroix)
Pour les articles homonymes, voir Léda et le Cygne.
Léda et le Cygne est une fresque réalisée par le peintre français Eugène Delacroix à l'automne 1834, pendant un séjour à l'abbaye de Valmont, en Seine-Maritime. Cette peinture mythologique représente Léda nue saisissant le cou du cygne en lequel Jupiter s'est métamorphosé pour la séduire. Achetée en 1992, l'œuvre fait partie des collections du musée national Eugène-Delacroix, à Paris.